# Hofkamp
De Hofkamp is een wijk in het oosten van de stad Almelo.

## Buurten
De Hofkamp bestaat uit de volgende buurten:
- Hofkamp-West
- Hofkamp-Oost
- Paradijs
- Kollenveld-Bolkshoek
- Verspreide huizen Hofkamp

## Tuinen
De huizen gelegen aan de Hanzelaan en Flevoplantsoen werden in de jaren 50 gebouwd.
De voortuinen werden destijds aangelegd volgens ontwerp van de Nederlandse tuinarchitecte Mien Ruys.

## Uitbreiding
Meest recent is de uitbreiding van deze wijk met nieuwbouwbuurt Het Kollenveld. Deze nieuwbouwbuurt grenst aan de binnenstad en aan het buitengebied van de stad. Er staan hier ongeveer 360 woningen, waarvan het grootste deel koopwoningen. Het Kollenveld heeft geen eigen voorzieningen en is georiënteerd op de binnenstad.

## Bewonersvereniging De Hofkamp
De bewonersvereniging de Hofkamp is sinds 1988 actief in de wijk. Veruit de meeste wijkbewoners (ca. 550 adressen) zijn lid en het jaarlijks lidmaatschapsgeld wordt nog huis aan huis opgehaald.
Stad: Almelo      Dorpen: Aadorp · Bornerbroek · Mariaparochie (deels)      Buurtschappen: Tusveld · Bavinkel · Deldenerbroek (deels)

Wijken: Binnenstad · De Riet · Noorderkwartier · Sluitersveld · Wierdensehoek · Nieuwstraat-Kwartier · Ossenkoppelerhoek · Hofkamp · Schelfhorst · Windmolenbroek

Voormalige gemeenten: Ambt Almelo · Stad Almelo

Overijssel · Steden en dorpen in Overijssel      Nederland · Provincies · Gemeenten